# Lobelia hillebrandii
Lobelia hillebrandii är en klockväxtart som beskrevs av Joseph Rock.
Lobelia hillebrandii ingår i släktet lobelior och familjen klockväxter. Inga underarter finns listade i Catalogue of Life.